# Turó d'en Garravista
El Turó d'en Garravista és una muntanya de 355 metres que es troba al municipi de Sant Celoni, a la comarca del Vallès Oriental.